# Matthew White Ridley, 1:e viscount Ridley
Matthew White Ridley, 1:e viscount Ridley, född den 25 juli 1842, död den 27 november 1904 på sitt gods Blagdon i Northumberland, var en brittisk politiker, son till Matthew White Ridley, 4:e baronet, far till Matthew White Ridley, 2:e viscount Ridley. 
Ridley var konservativ ledamot av underhuset 1868-1900. Han var dessutom 1878-1880 understatssekreterare i inrikesministeriet i Disraelis andra ministär, 1885-1886 finanssekreterare vid skattkammaren i Salisburys första och 1895-1900 inrikesminister i dennes tredje ministär. Från faderns död, 1877, var han känd som Sir Matthew White Ridley, 5:e Baronet. Vid kabinettets rekonstruktion 1900 trängdes Ridley ut, och efter att han lämnat regeringen upphöjdes han till peer som viscount Ridley. Han ägde god administrativ begåvning, men ansågs tämligen ordinär som parlamentarisk debattör.